# Aphantaulax australis
Aphantaulax australis är en spindelart som beskrevs av Simon 1893. Aphantaulax australis ingår i släktet Aphantaulax och familjen plattbuksspindlar. Inga underarter finns listade i Catalogue of Life.